# Martin O'Donoghue
 (octobre 2018).
Si vous disposez d'ouvrages ou d'articles de référence ou si vous connaissez des sites web de qualité traitant du thème abordé ici, merci de compléter l'article en donnant les références utiles à sa vérifiabilité et en les liant à la section « Notes et références ».
Martin O'Donoghue (19 mai 1933 – 20 juillet 2018) est un homme politique et économiste irlandais. Député puis sénateur pour le Fianna Fáil, il fait partie des six députés nommés ministre le jour de leurs arrivées au Dáil. Il a été membre du Trinity College de Dublin et a siégé au conseil d’administration de la Fondation O'Reilly.